# Nakukymppi

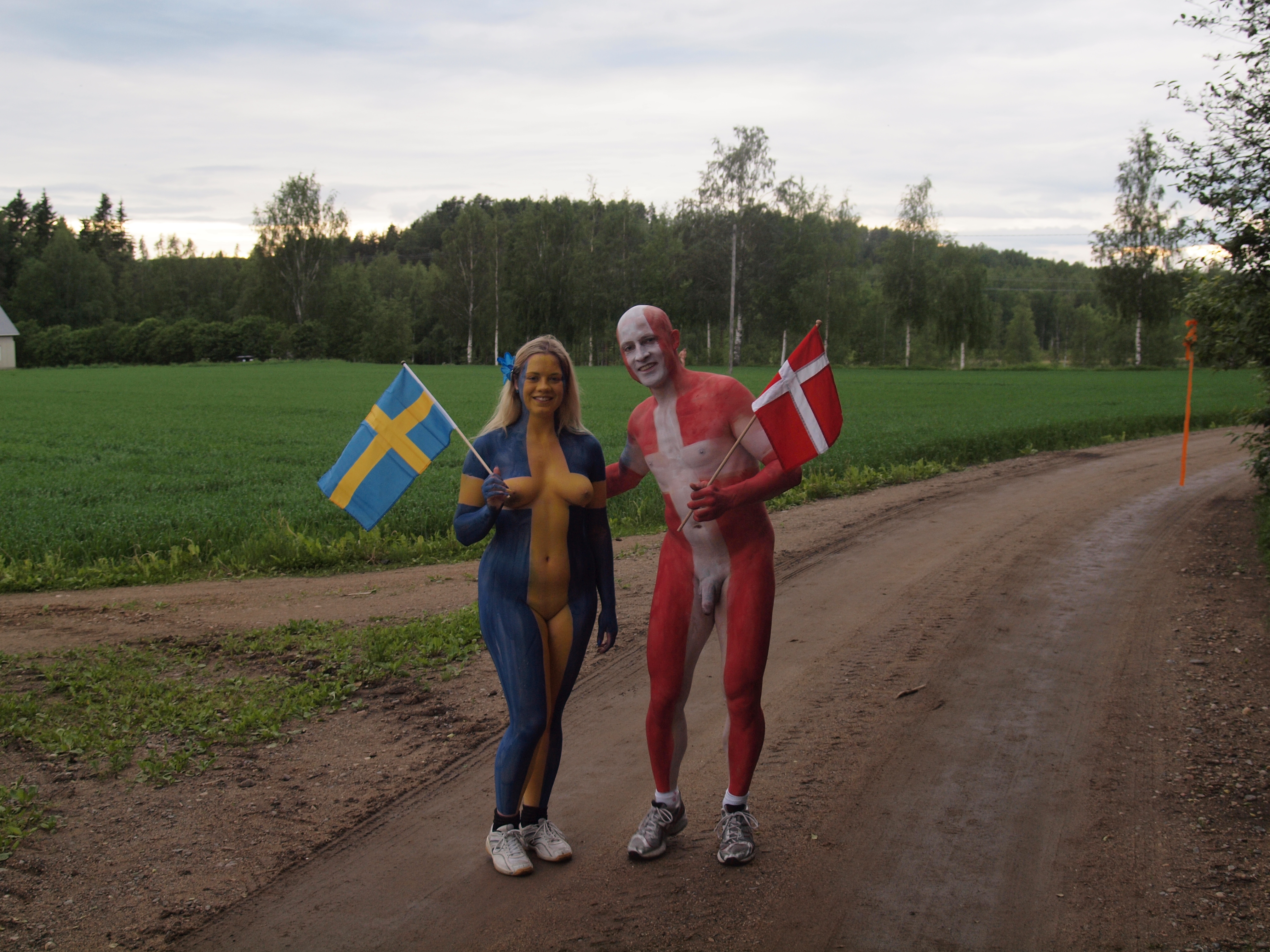
Nakukymppi

Nakukymppi is een Finse hardloopwedstrijd waarbij de deelnemers naakt meedoen. Het wordt sinds 2003 jaarlijks gehouden in de gemeente Padasjoki, een week voor midzomernacht.
De wedstrijd gaat over 10 kilometer en er wordt gestart bij het dorpshuis. Vervolgens gaat het richting het bos waar na 5 kilometer een keerpunt is die terug naar het dorp leidt.
Deelname is nudistisch, maar niet verbonden met een naturistenorganisatie. Alleen schoeisel - met eventueel sokken - zijn toegestaan evenals een hoofddeksel. Vrouwen worden daarnaast nog toegestaan om een beha of sportbeha te dragen tegen te veel schudden.
Iedereen die het leuk vindt om naakt te sporten mag meedoen. Hoewel het als hardloopwedstrijd begonnen is, wordt de afstand door een aantal deelnemers gewandeld. Nordic walking is eveneens toegestaan. 
Ooit begonnen met vier deelnemers, doen er nu jaarlijks zo’n 80 tot 90 sportievelingen mee. De organisatie staat open voor deelname van buitenlanders. Zo won er eens een Canadees en deed er een Deen mee. Het evenement wordt op de officiële website naast het Fins ook in het Engels uitgelegd.
Voor het houden van deze wedstrijd heeft de organisatie zowel aan de plaatselijke autoriteiten als de bewoners langs de route toestemming gevraagd en gekregen.